# Зуевская волость (Богородский уезд)
Зуевская волость (с 1918 года — Фёдоровская волость) — волость в составе Богородского и Орехово-Зуевского уездов Московской губернии. Существовала до 1929 года. Центром волости сначала было село Зуево, потом город Орехово-Зуево, с 1923 года — деревня Фёдорово, с 1924 года — село Демихово.
В состав волости вошли селения Алексюнино, Вырковский Погост, Демидово, Демихово, Дубровка, Дуброво, Зуево, Ковригино, Крестовоздвиженский Погост, Малиново, Нестерово, Никулино, Ожерелки, Плотава, Сурмино, Фёдорово и Щербинки.
3 июня 1917 года село Зуево было включено в черту новообразованного заштатного города Орехово-Зуево.
22 ноября 1918 года Зуевская волость была переименована в Фёдоровскую.
По данным 1919 года в Фёдоровской волости было 15 сельсоветов: Алексунинский, Демидовский, Демиховский, Дубровинский, Дубровский, Ковригинский, Малиновский, Нажицкий, Нестеровский, Никулинский, Ожерелковский, Плотавский, Сермининский, Фёдоровский, Щербинский.
5 января 1921 года Фёдоровская волость была передана в Орехово-Зуевский уезд.
В 1921 году в волости было 14 сельсоветов: Алексунинский, Барско-Дубровский, Демидовский, Демиховский, Ковригинский, Малиновский, Нажицкий, Нестеровский, Никулинский, Ожерелковский, Плотавский, Сермининский, Фёдоровский, Щербинский.
В 1923 году Алексунинский с/с был присоединён к Нажицкому, а Нестеровский — к Сермининскому. Образован Зуевский с/с (в 1924 упразднён).
В 1925 году Нажицкий с/с был присоединён к Демиховскому, а Плотавский — к Ожерелковскому. Однако уже в конце года Нестеровский, Нажицкий и Плотавский с/с были восстановлены.
В 1926 году Плотавский с/с был снова присоединён к Ожерелковскому.
В ходе реформы административно-территориального деления СССР в 1929 году Фёдоровская волость была упразднена.